# Guillaume-Gabriel Nivers
Guillaume-Gabriel Nivers  (1632; Paris, 13 de novembro de 1714) foi um organista francês, teórico musical e compositor do período da Renascença.

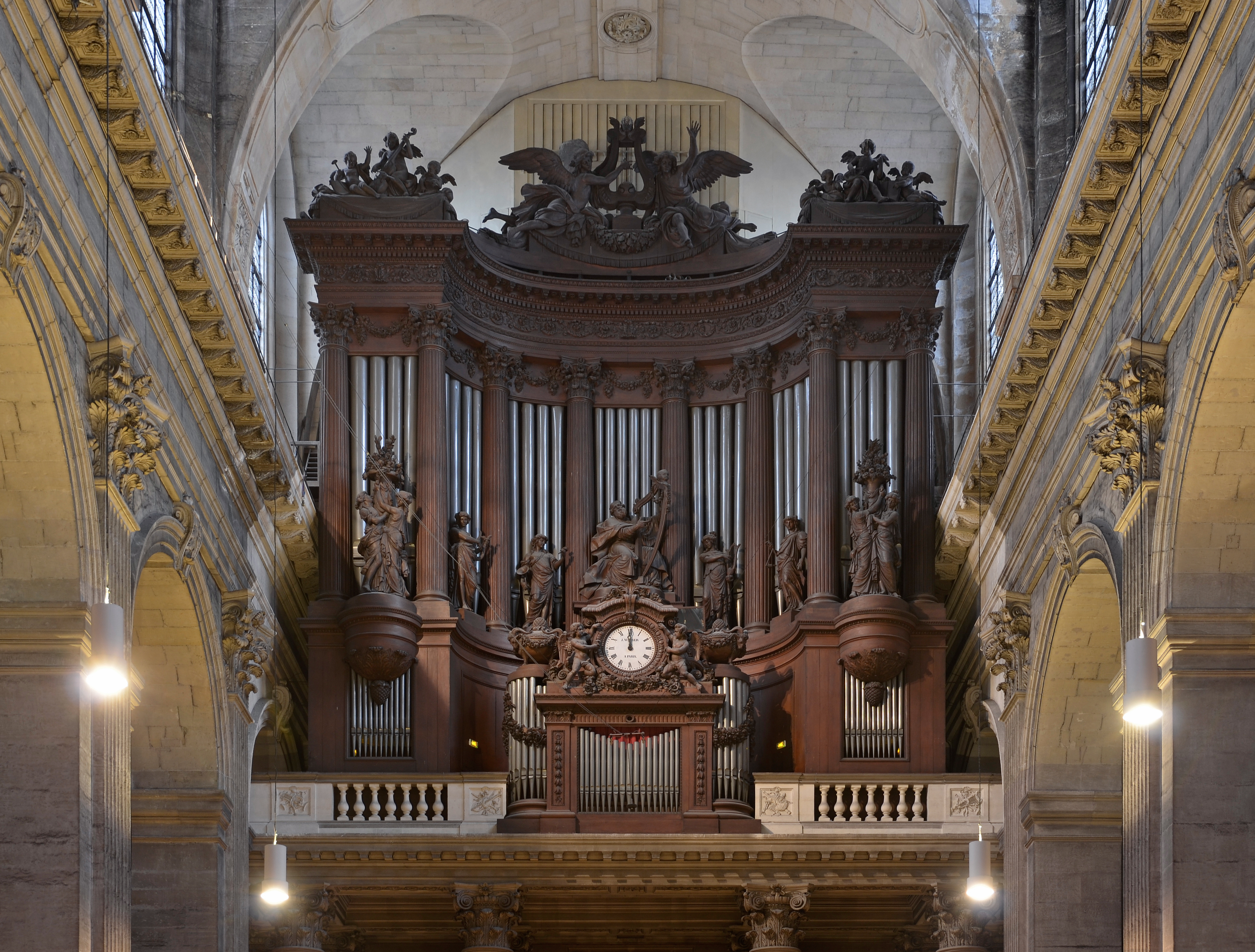
Igreja de São Sulpício, Paris, aonde Guillaume-Gabriel Nivers trabalhou desde 1650 até a sua morte. Vista do orgão.